# Eduard Brossa i Trullàs
Eduard Brossa i Trullàs (Sabadell, 13 d'octubre de 1848 - 15 d'octubre de 1924) fou un cartògraf català.
Amb el geòleg Jaume Almera van iniciar el treball pioner de realitzar la cartografia geològica de l'entorn de Barcelona a escala 1:40.000. Comptaven amb una brúixola, el baròmetre i el rigor i la paciència de trepitjar tot el territori exhaustivament. És autor, amb el seu fill Joan Brossa, de treballs cartogràfics, com el Mapa geológico y topográfico de la provincia de Barcelona (1888-1913), Regió del Montseny, etc., i d'un mapa de Catalunya i de les zones frontereres (1892). La Societat Catalana de Geografia, filial de l'Institut d'Estudis Catalans, va crear el premi Francesc Eiximenis en el seu honor per premiar el «millor recull de noms de lloc d'un terme municipal de les terres catalanes».